# شركة صامويل غولدوين
شركة صامويل غولدوين (بالإنجليزية: The Samuel Goldwyn Company)‏ هي شركة أفلام مستقلة أمريكية أسسها في عام 1978 صامويل غولدوين الابن نجل قطب هوليوود الشهير صمويل غولدوين.

## خلفية
قامت الشركة في الأصل بتوزيع واكتساب الأفلام الفنية من جميع أنحاء العالم إلى الجماهير الأمريكية؛ وسرعان ما أضافوا المنتجات الأصلية إلى قائمتهم أيضًا، بدءًا من فيلم «الختم الذهبي» (بالإنجليزية: The Golden Seal)‏ في عام 1983.
تمكنت شركة غولدوين من الحصول (من ملكية صامويل الأب) على حقوق جميع الأفلام التي تم إنتاجها تحت إشراف شركة غولدوين Goldwyn الكبرى بما في ذلك «بولدوغ دراموند» (بالإنجليزية: Bulldog Drummond)‏ (1929) وأروسميث (1931) و«رجال ودمى» (1955). حصلت الشركة أيضًا على بعض حقوق التوزيع للعديد من الأفلام والبرامج التلفزيونية التي تم إنتاجها بشكل مستقل ولكن تم إصدارها من قبل شركات أخرى بما في ذلك فيلم سايونارا (1957) وفيلم «الأحباء في تويلاند» (1934) مسلسل «فليبر» من إنتاج «تلفزيون إم جي إم». وفيلم توم جونز الحائز على جائزة الأوسكار (1963)، وأفلام جنوب المحيط الهادئ (1958) وأوكلاهوما! (1955)، وكذلك تكييف تلفزيون سي بي إس ل«سندريلا» (1965)، وعديد أفلام الرسوم المتحركة كذلك ك«بحيرة البجع» (1981) و«علاء الدين والمصباح السحري» (1982) و«الدببة الطيبون» (1985) وروك أ دودل (1991)، وكذلك عديد المسلسلات التلفزيونية مثل أمريكان غلادياتورز (1989 - 1996).
أصبح اسم الشركة في عام 1991 بعد الاندماج مع شركة هيريتيج إنترتايمنت «صامويل غولدوين إنترتيمنت» (بالإنجليزية: Samuel Goldwyn Entertainment)‏. حاولت شركتا هيريتيج وغولدوين الاندماج في أواخر عام 1990، لكن الخطط انهارت بسبب إعلان هيريتج ب«إفلاس الفصل 11». سمح الاندماج أيضًا لغولدوين أن ترث سلسلة «لاندمارك ثياتر» والتي كانت إحدى وحدات شركة هيريتيج.
تم شراء هذه الشركة ومكتبتها من قبل «ميتروميديا» في 2 يوليو 1996 مقابل 125 مليون دولار أمريكي. تم تغيير اسم شركة صامويل غولدوين بالتزامن مع عملية الشراء إلى «شركة غولدوين إنترتايمنت» (بالإنجليزية: Goldwyn Entertainment Company)‏ وأعيد تشكيلها كشركة تابعة لوحدة أوريون بيكتشرز التابعة لشركة ميتروميديا. أصبحت شركتا أوريون و غولدوين جزءًا من «ميتروميديا إنترتايمنت غروب». أصبحت غولدوين وحدة الأفلام المتخصصة في ميتروميديا إنترتايمنت غروب على الرغم من أنها ستبحث عن أفلام ذات جاذبية متقاطعة. ستتم عمليات الإنتاج/الاستحواذ بشكل مستقل عن بعضها البعض رغم أن شركتي أوريون و غولدوين ستتقاسمان التكاليف العامة.
باعت ميتروميديا في عام 1997 مجموعتها الترفيهية لشركة مترو-غولدوين-ماير. استحوذت شركة سيلفر سينماز على مجموعة مسارح لاندمارك التي لم تبيعها شركة مترزميديا لشركة مترو غولدوين ماير في 27 أبريل 1998.
تغير اسم الشركة في سبتمبر 1997 إلى «غولدوين فيلمز» (بالإنجليزية: Goldwyn Films)‏ واشتغلت كوحدة أفلام متخصصة لشركة مترو-غولدوين-ماير. رفع صامويل غولدوين الابن بعد شهر دعوى قضائية ضد مترو-غولدوين-ماير وميتروميديا مدعيا أنه تم التخلي عن الشركة فجأة على الرغم من الوعود بأنه سيستمر في إدارتها تحت ملكية مختلفة. كان مصدر القلق الآخر في الدعوى هو استخدام اسم غولدوين حيث تم اتهام المدعى عليهم ب«التهرب من الأفلام المتخصصة التي تنتجها أو تحصل عليها» الوحدة كما لو كان المدعي لا يزال متورطًا في إدارتها. غيرت غولدوين فيلمز اسمها إلى «جي2 فيلمز» G2 Films في يناير 1999 كجزء من التسوية.
تم تغيير اسم شركة جي2 فيلمز إلى «يونايتد آرتيست إنترناشيونال». كما أصبحت يونايتد أرتيستس منتج/موزع أفلام فني. ومنذ ذلك الحين، بدأ غولدوين صامويل الابن في تأسيس صامويل غولدوين فيلمز (بالإنجليزية: Samuel Goldwyn Films)‏. استمرت هذه الشركة الخلف في إطلاق أفلام مستقلة.
تمتلك مترو-غولدوين-ماير حاليًا منذ تأسيس شركة غولدوين الجديدة الكثير من ممتلكات شركة غولدوين الأصلية (بما في ذلك، مع استثناءات قليلة العقارات غير المنتجة في غولدوين) والتي ستنتهي بمكتبة شركة أوريون بيكتشرز، وهي قسم من مترو-غولدوين-ماير. تمت إعادة ملكية فيلم واحد من إنتاج غولدوين فيلم إعصار والذي كان جزءًا من مكتبة شركة غولدوين الأصلية إلى موزعها الأصلي يونايتد آرتيسيت (والتي أيضًا قسم من مترو-غولدوين-ماير).

## الأسماء الأخرى
- صاموئيل غولدوين إنترتينمنت (بالإنجليزية: Samuel Goldwyn Entertainment)‏
- شركة غولدوين إنترتيمنت (بالإنجليزية: Goldwyn Entertainment Company)‏
- جي2 فيلمز (بالإنجليزية: G2 Films)‏
- غولدوين فيلمز (بالإنجليزية: Goldwyn Films)‏

### خليفة
- صاموئيل غولدوين فيلمز (بالإنجليزية: Samuel Goldwyn Films)‏
- يونايتد أرتيسيتز فيلمز (1999-2006) (بالإنجليزية: United Artists Films, Inc.)‏